# 12 Heures de Sebring 2011
Navigation
Édition précédente Édition suivante
Les 12 Heures de Sebring 2011 sont la 59e édition de l'épreuve et se déroulent le 19 mars 2011.
La course compte à la fois pour les American Le Mans Series 2011 et l'Intercontinental Le Mans Cup 2011.

## La course
Cette course voit les débuts en compétition de plusieurs nouvelles voitures dont la nouvelle Peugeot 908, l'Oreca 03, la Ferrari 458 Italia GT2 ou la Panoz Abruzzi. C'est aussi la dernière course de l'Audi R15+ TDI.

## Résultats
Voici le classement au terme de la course.
- Les vainqueurs de chaque catégorie sont signalés par un fond jauni.
- Pour la colonne Pneus, il faut passer le curseur au-dessus du modèle pour connaître le manufacturier de pneumatiques.

| Pos    | Cat    | n°  | Equipe                          | Pilotes                                                  | Châssis                                 | Pneus | Tours |
| Pos    | Cat    | n°  | Equipe                          | Pilotes                                                  | Moteur                                  | Pneus | Tours |
| ------ | ------ | --- | ------------------------------- | -------------------------------------------------------- | --------------------------------------- | ----- | ----- |
| 1      | LMP1   | 10  | Team Oreca Matmut               | Nicolas Lapierre Loïc Duval Olivier Panis                | Peugeot 908 HDi FAP                     | M     | 332   |
| 1      | LMP1   | 10  | Team Oreca Matmut               | Nicolas Lapierre Loïc Duval Olivier Panis                | Peugeot HDi 5.5 L Turbo V12 (Diesel)    | M     | 332   |
| 2      | LMP1   | 01  | Highcroft Racing                | David Brabham Marino Franchitti Simon Pagenaud           | HPD ARX-01e                             | M     | 332   |
| 2      | LMP1   | 01  | Highcroft Racing                | David Brabham Marino Franchitti Simon Pagenaud           | HPD AL7R 3.4 L V8                       | M     | 332   |
| 3      | LMP1   | 8   | Team Peugeot Total              | Franck Montagny Stephane Sarrazin Pedro Lamy             | Peugeot 908                             | M     | 332   |
| 3      | LMP1   | 8   | Team Peugeot Total              | Franck Montagny Stephane Sarrazin Pedro Lamy             | Peugeot HDi 3.7 L Turbo V8 (Diesel)     | M     | 332   |
| 4      | LMP1   | 2   | Audi Sport Team Joest           | Tom Kristensen Allan McNish Rinaldo Capello              | Audi R15+ TDI                           | M     | 327   |
| 4      | LMP1   | 2   | Audi Sport Team Joest           | Tom Kristensen Allan McNish Rinaldo Capello              | Audi TDI 5.5 L Turbo V10 (Diesel)       | M     | 327   |
| 5      | LMP1   | 1   | Audi Sport Team Joest           | Mike Rockenfeller Timo Bernhard Romain Dumas             | Audi R15+ TDI                           | M     | 326   |
| 5      | LMP1   | 1   | Audi Sport Team Joest           | Mike Rockenfeller Timo Bernhard Romain Dumas             | Audi TDI 5.5 L Turbo V10 (Diesel)       | M     | 326   |
| 6      | LMP1   | 016 | Dyson Racing Team               | Chris Dyson Guy Smith Jay Cochran                        | Lola B09/86                             | D     | 324   |
| 6      | LMP1   | 016 | Dyson Racing Team               | Chris Dyson Guy Smith Jay Cochran                        | Mazda MZR-R 2.0 L Turbo I4 (Isobutanol) | D     | 324   |
| 7      | LMP1   | 12  | Rebellion Racing                | Nicolas Prost Neel Jani Jeroen Bleekemolen               | Lola B10/60                             | M     | 320   |
| 7      | LMP1   | 12  | Rebellion Racing                | Nicolas Prost Neel Jani Jeroen Bleekemolen               | Toyota RV8KLM 3.4 L V8                  | M     | 320   |
| 8      | LMP1   | 7   | Team Peugeot Total              | Alexander Wurz Marc Gené Anthony Davidson                | Peugeot 908                             | M     | 315   |
| 8      | LMP1   | 7   | Team Peugeot Total              | Alexander Wurz Marc Gené Anthony Davidson                | Peugeot HDi 3.7 L Turbo V8 (Diesel)     | M     | 315   |
| 9      | LMPC   | 036 | Genoa Racing                    | Michael Guasch Dane Cameron Jens Petersen                | Oreca FLM 09                            | M     | 312   |
| 9      | LMPC   | 036 | Genoa Racing                    | Michael Guasch Dane Cameron Jens Petersen                | Chevrolet LS3 6.2 L V8                  | M     | 312   |
| 10     | GT     | 56  | BMW Motorsport                  | Andy Priaulx Dirk Müller Joey Hand                       | BMW M3 GT2 (E92)                        | D     | 312   |
| 10     | GT     | 56  | BMW Motorsport                  | Andy Priaulx Dirk Müller Joey Hand                       | BMW 4.0 L V8                            | D     | 312   |
| 11     | LMPC   | 005 | CORE Autosport                  | Frankie Montecalvo Ryan Dalziel Jon Bennett              | Oreca FLM 09                            | M     | 312   |
| 11     | LMPC   | 005 | CORE Autosport                  | Frankie Montecalvo Ryan Dalziel Jon Bennett              | Chevrolet LS3 6.2 L V8                  | M     | 312   |
| 12     | GT     | 55  | BMW Motorsport                  | Bill Auberlen Augusto Farfus Dirk Werner                 | BMW M3 GT2 (E92)                        | D     | 312   |
| 12     | GT     | 55  | BMW Motorsport                  | Bill Auberlen Augusto Farfus Dirk Werner                 | BMW 4.0 L V8                            | D     | 312   |
| 13     | GT     | 03  | Corvette Racing                 | Olivier Beretta Antonio García Tommy Milner              | Corvette C6.R                           | M     | 312   |
| 13     | GT     | 03  | Corvette Racing                 | Olivier Beretta Antonio García Tommy Milner              | Chevrolet 5.5 L V8                      | M     | 312   |
| 14     | GT     | 04  | Corvette Racing                 | Oliver Gavin Jan Magnussen Richard Westbrook             | Corvette C6.R                           | M     | 311   |
| 14     | GT     | 04  | Corvette Racing                 | Oliver Gavin Jan Magnussen Richard Westbrook             | Chevrolet 5.5 L V8                      | M     | 311   |
| 15     | GT     | 51  | AF Corse                        | Giancarlo Fisichella Gianmaria Bruni Pierre Kaffer       | Ferrari F430 GTC                        | M     | 311   |
| 15     | GT     | 51  | AF Corse                        | Giancarlo Fisichella Gianmaria Bruni Pierre Kaffer       | Ferrari 4.0 L V8                        | M     | 311   |
| 16     | GT     | 045 | Flying Lizard Motorsports       | Patrick Long Jörg Bergmeister Marc Lieb                  | Porsche 911 GT3 RSR (997)               | M     | 310   |
| 16     | GT     | 045 | Flying Lizard Motorsports       | Patrick Long Jörg Bergmeister Marc Lieb                  | Porsche 4.0 L Flat-6                    | M     | 310   |
| 17     | GT     | 044 | Flying Lizard Motorsports       | Seth Neiman Darren Law Marco Holzer                      | Porsche 911 GT3 RSR (997)               | M     | 306   |
| 17     | GT     | 044 | Flying Lizard Motorsports       | Seth Neiman Darren Law Marco Holzer                      | Porsche 4.0 L Flat-6                    | M     | 306   |
| 18     | LMPC   | 006 | Core Autosport                  | Gunnar Jeannette Ricardo Gonzalez Rudy Junco, Jr.        | Oreca FLM09                             | M     | 305   |
| 18     | LMPC   | 006 | Core Autosport                  | Gunnar Jeannette Ricardo Gonzalez Rudy Junco, Jr.        | Chevrolet LS3 6.2 L V8                  | M     | 305   |
| 19     | GTE AM | 57  | Krohn Racing                    | Tracy Krohn Niclas Jönsson Michele Rugolo                | Ferrari F430 GTC                        | D     | 302   |
| 19     | GTE AM | 57  | Krohn Racing                    | Tracy Krohn Niclas Jönsson Michele Rugolo                | Ferrari 4.0 V8                          | D     | 302   |
| 20     | LMP2   | 055 | Level 5 Motorsports             | Scott Tucker Ryan Hunter-Reay Luis Díaz                  | Lola B11/40                             | M     | 300   |
| 20     | LMP2   | 055 | Level 5 Motorsports             | Scott Tucker Ryan Hunter-Reay Luis Díaz                  | HPD HR28TT 2.8 L Turbo V6               | M     | 300   |
| 21     | GTC    | 054 | Black Swan Racing               | Tim Pappas Damien Faulkner Sebastiaan Bleekemolen        | Porsche 997 GT3 Cup                     | Y     | 299   |
| 21     | GTC    | 054 | Black Swan Racing               | Tim Pappas Damien Faulkner Sebastiaan Bleekemolen        | Porsche 3.8 L Flat-6                    | Y     | 299   |
| 22     | GTC    | 066 | TRG                             | Duncan Ende Spencer Pumpelly Alain Li                    | Porsche 997 GT3 Cup                     | Y     | 299   |
| 22     | GTC    | 066 | TRG                             | Duncan Ende Spencer Pumpelly Alain Li                    | Porsche 3.8 L Flat-6                    | Y     | 299   |
| 23     | GTC    | 030 | NGT Motorsports                 | Henrique Cisneros Carlos Kauffmann Sean Edwards          | Porsche 997 GT3 Cup                     | Y     | 296   |
| 23     | GTC    | 030 | NGT Motorsports                 | Henrique Cisneros Carlos Kauffmann Sean Edwards          | Porsche 3.8 L Flat-6                    | Y     | 296   |
| 24     | GTC    | 011 | JDX Racing                      | Nick Ham Chris Cumming Scott Blackett                    | Porsche 997 GT3 Cup                     | Y     | 295   |
| 24     | GTC    | 011 | JDX Racing                      | Nick Ham Chris Cumming Scott Blackett                    | Porsche 3.8 L Flat-6                    | Y     | 295   |
| 25     | GTC    | 068 | TRG                             | Dion von Molkte Peter Ludwig Jim Norman                  | Porsche 997 GT3 Cup                     | Y     | 295   |
| 25     | GTC    | 068 | TRG                             | Dion von Molkte Peter Ludwig Jim Norman                  | Porsche 3.8 L Flat-6                    | Y     | 295   |
| 26     | GT     | 040 | Robertson Racing                | David Robertson Andrea Robertson Boris Said              | Ford GT-R Mk. VII                       | M     | 294   |
| 26     | GT     | 040 | Robertson Racing                | David Robertson Andrea Robertson Boris Said              | Ford 5.0 L V8                           | M     | 294   |
| 27     | LMPC   | 063 | Genoa Racing                    | Elton Julian Eric Lux Christian Zugel                    | Oreca FLM09                             | M     | 294   |
| 27     | LMPC   | 063 | Genoa Racing                    | Elton Julian Eric Lux Christian Zugel                    | Chevrolet LS3 6.2 L V8                  | M     | 294   |
| 28     | GT     | 59  | Luxury Racing                   | Stéphane Ortelli Frédéric Makowiecki Jean-Denis Delétraz | Ferrari 458 Italia GT2                  | M     | 292   |
| 28     | GT     | 59  | Luxury Racing                   | Stéphane Ortelli Frédéric Makowiecki Jean-Denis Delétraz | Ferrari 4.5 L V8                        | M     | 292   |
| 29     | GTC    | 034 | Kelly-Moss Motorsports          | Peter LeSaffre Andrew Davis Bob Faieta                   | Porsche 997 GT3 Cup                     | Y     | 291   |
| 29     | GTC    | 034 | Kelly-Moss Motorsports          | Peter LeSaffre Andrew Davis Bob Faieta                   | Porsche 3.8 L Flat-6                    | Y     | 291   |
| 30     | LMP2   | 26  | Signatech Nissan                | Franck Mailleux Soheil Ayari Lucas Ordóñez               | Oreca 03                                | D     | 290   |
| 30     | LMP2   | 26  | Signatech Nissan                | Franck Mailleux Soheil Ayari Lucas Ordóñez               | Nissan VK45DE 4.5 L V8                  | D     | 290   |
| 31     | LMP2   | 35  | OAK Racing                      | Patrice Lafargue Fréderic Da Rocha Andrea Barlesi        | OAK Pescarolo 01                        | D     | 287   |
| 31     | LMP2   | 35  | OAK Racing                      | Patrice Lafargue Fréderic Da Rocha Andrea Barlesi        | Judd-BMW HK 3.6 L V8                    | D     | 287   |
| 32     | GTC    | 077 | Magnus Racing                   | John Potter Craig Stanton Matthew Marsh                  | Porsche 997 GT3 Cup                     | Y     | 282   |
| 32     | GTC    | 077 | Magnus Racing                   | John Potter Craig Stanton Matthew Marsh                  | Porsche 3.8 L Flat-6                    | Y     | 282   |
| 33     | LMP2   | 33  | Level 5 Motorsports             | Scott Tucker Christophe Bouchut João Barbosa             | Lola B11/80                             | M     | 280   |
| 33     | LMP2   | 33  | Level 5 Motorsports             | Scott Tucker Christophe Bouchut João Barbosa             | HPD HR28TT 2.8 L Turbo V6               | M     | 280   |
| 34     | GTC    | 023 | Alex Job Racing                 | Leh Keen Bill Sweedler Brian Wong                        | Porsche 997 GT3 Cup                     | Y     | 279   |
| 34     | GTC    | 023 | Alex Job Racing                 | Leh Keen Bill Sweedler Brian Wong                        | Porsche 3.8 L Flat-6                    | Y     | 279   |
| 35 DNF | GT     | 002 | Extreme Speed Motorsports       | Ed Brown Guy Cosmo Rob Bell                              | Ferrari 458 Italia GT2                  | M     | 268   |
| 35 DNF | GT     | 002 | Extreme Speed Motorsports       | Ed Brown Guy Cosmo Rob Bell                              | Ferrari 4.5 L V8                        | M     | 268   |
| 36 DNF | GT     | 062 | Risi Competizione               | Jaime Melo Toni Vilander Mika Salo                       | Ferrari 458 Italia GT2                  | M     | 266   |
| 36 DNF | GT     | 062 | Risi Competizione               | Jaime Melo Toni Vilander Mika Salo                       | Ferrari 4.5 L V8                        | M     | 266   |
| 37 DNF | GT     | 004 | Robertson Racing                | David Murry Anthony Lazzaro Colin Braun                  | Ford GT-R Mk. VII                       | M     | 261   |
| 37 DNF | GT     | 004 | Robertson Racing                | David Murry Anthony Lazzaro Colin Braun                  | Ford 5.0 L V8                           | M     | 261   |
| 38     | GT     | 098 | Jaguar RSR                      | P. J. Jones Rocky Moran Kenny Wilden                     | Jaguar XKR GT                           | D     | 256   |
| 38     | GT     | 098 | Jaguar RSR                      | P. J. Jones Rocky Moran Kenny Wilden                     | Jaguar 5.0 L V8                         | D     | 256   |
| 39     | GTE AM | 63  | Proton Competition              | Richard Lietz Christian Ried Gianluca Roda               | Porsche 911 GT3 RSR (997)               | M     | 252   |
| 39     | GTE AM | 63  | Proton Competition              | Richard Lietz Christian Ried Gianluca Roda               | Porsche 4.0 L Flat-6                    | M     | 252   |
| 40     | LMPC   | 018 | Performance Tech Motorsports    | Anthony Nicolosi Jarrett Boon Jan-Dirk Lueders           | Oreca FLM09                             | M     | 246   |
| 40     | LMPC   | 018 | Performance Tech Motorsports    | Anthony Nicolosi Jarrett Boon Jan-Dirk Lueders           | Chevrolet LS3 6.2 L V8                  | M     | 246   |
| 41 DNF | GT     | 048 | Paul Miller Racing              | Bryce Miller René Rast Sascha Maassen                    | Porsche 911 GT3 RSR (997)               | Y     | 231   |
| 41 DNF | GT     | 048 | Paul Miller Racing              | Bryce Miller René Rast Sascha Maassen                    | Porsche 4.0 L Flat-6                    | Y     | 231   |
| 42 DNF | GTE AM | 62  | CRS Racing                      | Pierre Ehret Shaun Lynn Roger Willis                     | Ferrari F430 GTC                        | M     | 226   |
| 42 DNF | GTE AM | 62  | CRS Racing                      | Pierre Ehret Shaun Lynn Roger Willis                     | Ferrari 4.0 V8                          | M     | 226   |
| 43 DNF | LMP1   | 15  | OAK Racing                      | Matthieu Lahaye Pierre Ragues Guillaume Moreau           | OAK Pescarolo 01                        | D     | 222   |
| 43 DNF | LMP1   | 15  | OAK Racing                      | Matthieu Lahaye Pierre Ragues Guillaume Moreau           | Judd DB 3.4 L V8                        | D     | 222   |
| 44 DNF | GT     | 017 | Team Falken Tire                | Bryan Sellers Wolf Henzler Martin Ragginger (de)         | Porsche 911 GT3 RSR (997)               | F     | 220   |
| 44 DNF | GT     | 017 | Team Falken Tire                | Bryan Sellers Wolf Henzler Martin Ragginger (de)         | Porsche 4.0 L Flat-6                    | F     | 220   |
| 45 DNF | LMPC   | 038 | Iconik Energy Drinks WRO        | Olivier Lombard Johnny Mowlem Luca Moro                  | Oreca FLM09                             | M     | 203   |
| 45 DNF | LMPC   | 038 | Iconik Energy Drinks WRO        | Olivier Lombard Johnny Mowlem Luca Moro                  | Chevrolet LS3 6.2 L V8                  | M     | 203   |
| 46 DNF | LMPC   | 052 | PR1 Mathiasen Motorsports       | Ken Dobson Ryan Lewis Henri Richard                      | Oreca FLM09                             | M     | 185   |
| 46 DNF | LMPC   | 052 | PR1 Mathiasen Motorsports       | Ken Dobson Ryan Lewis Henri Richard                      | Chevrolet LS3 6.2 L V8                  | M     | 185   |
| 47 DNF | LMP1   | 06  | Muscle Milk Aston Martin Racing | Greg Pickett Klaus Graf Lucas Luhr                       | Lola-Aston Martin B08/62                | M     | 151   |
| 47 DNF | LMP1   | 06  | Muscle Milk Aston Martin Racing | Greg Pickett Klaus Graf Lucas Luhr                       | Aston Martin 6.0 L V12                  | M     | 151   |
| 48 DNF | LMP1   | 24  | OAK Racing                      | Jacques Nicolet Jean-François Yvon Richard Hein          | OAK Pescarolo 01                        | D     | 110   |
| 48 DNF | LMP1   | 24  | OAK Racing                      | Jacques Nicolet Jean-François Yvon Richard Hein          | Judd DB 3.4 L V8                        | D     | 110   |
| 49 DNF | GTC    | 032 | GMG Racing                      | Bret Curtis James Sofronas Jan Seyffarth                 | Porsche 997 GT3 Cup                     | Y     | 87    |
| 49 DNF | GTC    | 032 | GMG Racing                      | Bret Curtis James Sofronas Jan Seyffarth                 | Porsche 3.8 L Flat-6                    | Y     | 87    |
| 50 DNF | LMPC   | 089 | Intersport Racing               | Kyle Marcelli Tomy Drissi Rusty Mitchell                 | Oreca FLM09                             | M     | 85    |
| 50 DNF | LMPC   | 089 | Intersport Racing               | Kyle Marcelli Tomy Drissi Rusty Mitchell                 | Chevrolet LS3 6.2 L V8                  | M     | 85    |
| 51 DNF | GT     | 001 | Extreme Speed Motorsports       | Scott Sharp Johannes van Overbeek Dominik Farnbacher     | Ferrari 458 Italia GT2                  | M     | 49    |
| 51 DNF | GT     | 001 | Extreme Speed Motorsports       | Scott Sharp Johannes van Overbeek Dominik Farnbacher     | Ferrari 4.5 L V8                        | M     | 49    |
| 52 DNF | GTE AM | 50  | Larbre Compétition              | Patrick Bornhauser Julien Canal Gabriele Gardel          | Chevrolet Corvette C6.R                 | M     | 37    |
| 52 DNF | GTE AM | 50  | Larbre Compétition              | Patrick Bornhauser Julien Canal Gabriele Gardel          | Chevrolet 5.5 L V8                      | M     | 37    |
| 53 DNF | GT     | 099 | Jaguar RSR                      | Bruno Junqueira Cristiano Da Matta Oriol Servià          | Jaguar XKR GT                           | D     | 35    |
| 53 DNF | GT     | 099 | Jaguar RSR                      | Bruno Junqueira Cristiano Da Matta Oriol Servià          | Jaguar 5.0 L V8                         | D     | 35    |
| 54 DNF | GT     | 050 | Panoz Racing                    | Benjamin Leuenberger Ian James                           | Panoz Abruzzi                           | M     | 19    |
| 54 DNF | GT     | 050 | Panoz Racing                    | Benjamin Leuenberger Ian James                           | Chevrolet 6.5 L V8                      | M     | 19    |
| 55 DNF | GT     | 008 | West Yokohama Team              | Nicky Pastorelli Dominik Schwager                        | Lamborghini Gallardo LP560 GT2          | Y     | 10    |
| 55 DNF | GT     | 008 | West Yokohama Team              | Nicky Pastorelli Dominik Schwager                        | Lamborghini 5.2 L V10                   | Y     | 10    |
| 56 DNF | GTE AM | 60  | Gulf AMR Middle East            | Fabien Giroix Roald Goethe Michael Wainwright            | Aston Martin V8 Vantage GT2             | D     | 5     |
| 56 DNF | GTE AM | 60  | Gulf AMR Middle East            | Fabien Giroix Roald Goethe Michael Wainwright            | Aston Martin 4.5 L V8                   | D     | 5     |

## Sources
- (en) « Liste des engagés des 12 heures de Sebring 2011 »
- (en) « Classement provisoire des 12 heures de Sebring 2011 »